# Sollers ST
Sollers ST — серия среднеразмерных пикапов, производимых с 2023 года российской автомобилестроительной компанией Sollers на базе JAC T6, JAC T8 и JAC T9.

## Sollers ST6
11 сентября 2023 года в России на заводе компании «Соллерс» во Владивостоке (бывшее СП с Mazda) началась сборка автомобилей Sollers ST6. Показ предсерийной версии проходил с 10 по 13 сентября 2023 года в Приморье в рамках Восточного экономического форума.
С момента запуска производства в сентябре 2023 к маю 2024 года было выпущено 1000 единиц.
В ноябре производство было перенесено на площадку Ульяновского автозавода, что связано с планами сборки на этой площадке также пикапа Sollers ST8 — «бейдж-инжиниринговой» версии китайского JAC T8, во многом конструктивно унифицированном с Sollers ST6, и удобством организации сборки обеих моделей на одной «локации».
Локализованные двигатели выпускаются в Елабуге, а трансмиссии — на заводе ЗМЗ в Заволжье.

### Продажи
Продажи Sollers ST6 были начаты в середине ноября 2023 года в двух комплектациях Base и Comfort. Изначально предлагалась только версия с дизельным двигателем, а с середины декабря начаты продажи версии с бензиновым двигателем.
Модель JAC T6 уже присутствовала на российском рыннке, но Sollers ST6 оказался дешевле: цена базовой версии (с бензиновым 177-сильным мотором) составляет 2,4 млн рублей, доплата за дизельный мотор — 100 тыс. рублей, за комплектацию получше — ещё 100 тыс. рублей, журнал «За рулём» отмечал, что даже при максимальной цене в 2,6 млн рублей, но это всё равно недорого: дешевле на рынке только УАЗ «Пикап».
По итогам первого полугодия 2024 года продано 1193 пикапов Sollers ST6, модель входит в ТОП-5 пикапов на российском рынке.
В перспективе двух-трёх лет компания «Соллерс» планирует выйти на показатели производства в пределах 10 тыс. пикапов в год.

### Описание
По сути, Sollers ST6 представляет собой переименованный JAC T6. 
Автомобиль Sollers ST6 оснащается бензиновым двигателем мощностью 177 л. с. и дизельным двигателем мощностью 136 л. с. (объём 2 литра). Каждый двигатель сочетается в паре с шестиступенчатой механической трансмиссией. 
Журнал «Авторевю» с сожалением отмечал, что у автомобиля «„короткая“ первая передача, на которой невозможно разогнаться со светофора без перекрута мотора. А со второй даже пустой пикап трогается лениво и неуверенно. В общем, машина не для города», и выразил надежду, что при локализации трансмиссии на предприятии ЗМЗ в компании Sollers пересмотрят передаточный ряд.
Автомобиль выпускается в комплектациях Base и Comfort. У грузового отсека имеются петли для фиксации грузов. Грузоподъёмность модификации с бензиновым двигателем составляет 820 кг, а с дизельным — 900 кг.

### Тест-драйвы
- Максим Приходько — Сочетание несовместимого: мое мнение о пикапе Sollers ST6 // 5 колесо, 12 апреля 2024
- Василий Сергеев — Тест драйв Sollers ST6 — Народный пикап // Автопанорама, № 6, 2024
- Александр Виноградов — Замена японским рамникам: сборка — российская, цена — от 2,4 млн рублей // За рулём, 9 февраля 2024
- Константин Сорокин — Сорокин, пикап Sollers ST6 и Деревянное кольцо Подпорожья // Авторевю, № 14, 2024

## Sollers ST8
Sollers ST8, представленный 8 июля 2024 года на промышленной выставке «Иннопром» в Екатеринбурге, является ребеджингом JAC T8 Pro и усовершенствованной версией Sollers ST6. Отличия заключаются в эмблемах и радиаторной решётке. Длина кузова автомобиля составляет 5325 мм, габариты грузового отсека — 1520X1520, грузоподъёмность — 900 кг, а клиренс — 220 мм. Передняя подвеска — пружинная двухрычажная, а задняя — рессорная. Сборка модели организована на Ульяновском автомобильном заводе.
Автомобиль оснащается 2,0-литровым турбодизельным двигателем мощностью 139 л. с. и крутящим моментом 320 Н·м или же 2,4-литровым бензиновым двигателем с турбонаддувом мощностью 204 л. с.. Коробка передач — шестиступенчатая механическая.

## Sollers ST9
Sollers ST9, представленный осенью 2024 года, является ребеджингом JAC T9. Его продажи намечены на июль 2025 года.
Впервые официально модель представлена в июне 2025 года на Петербургском международном экономическом форуме (ПМЭФ). Премьера состоялась в рамках деловой экспозиции. До этого автомобиль фигурировал лишь на неофициальных «шпионских» снимках низкого качества.
Прототип привлёк внимание техническими характеристиками: автомобиль оснащён 2,0-литровым бензиновым турбомотором мощностью 224 л.с., восьмиступенчатой автоматической коробкой передач и системой полного привода. По уровню оснащения Sollers ST9 уже на стадии прототипа соответствует международным стандартам, принятым в сегменте утилитарных и коммерческих автомобилей.